# Agave macroacantha
Агава макроаканта (Agave macroacantha, Salm-Dyck — від грец. μακρός — великий та грец. ακανθος — колючка — Агава великоколючкова; синоніми: Agave macracantha, Agave subfalcata, Agave sudburyensis, Agave pugioniformis, Agave paucifolia, Agave oligophylla, Agave linearis, Agave integrifolia, Agave flavescens, Agave besseriana) — сукулентна рослина роду агава (Agave) підродини агавових (Agavoideae).

## Морфологічні ознаки

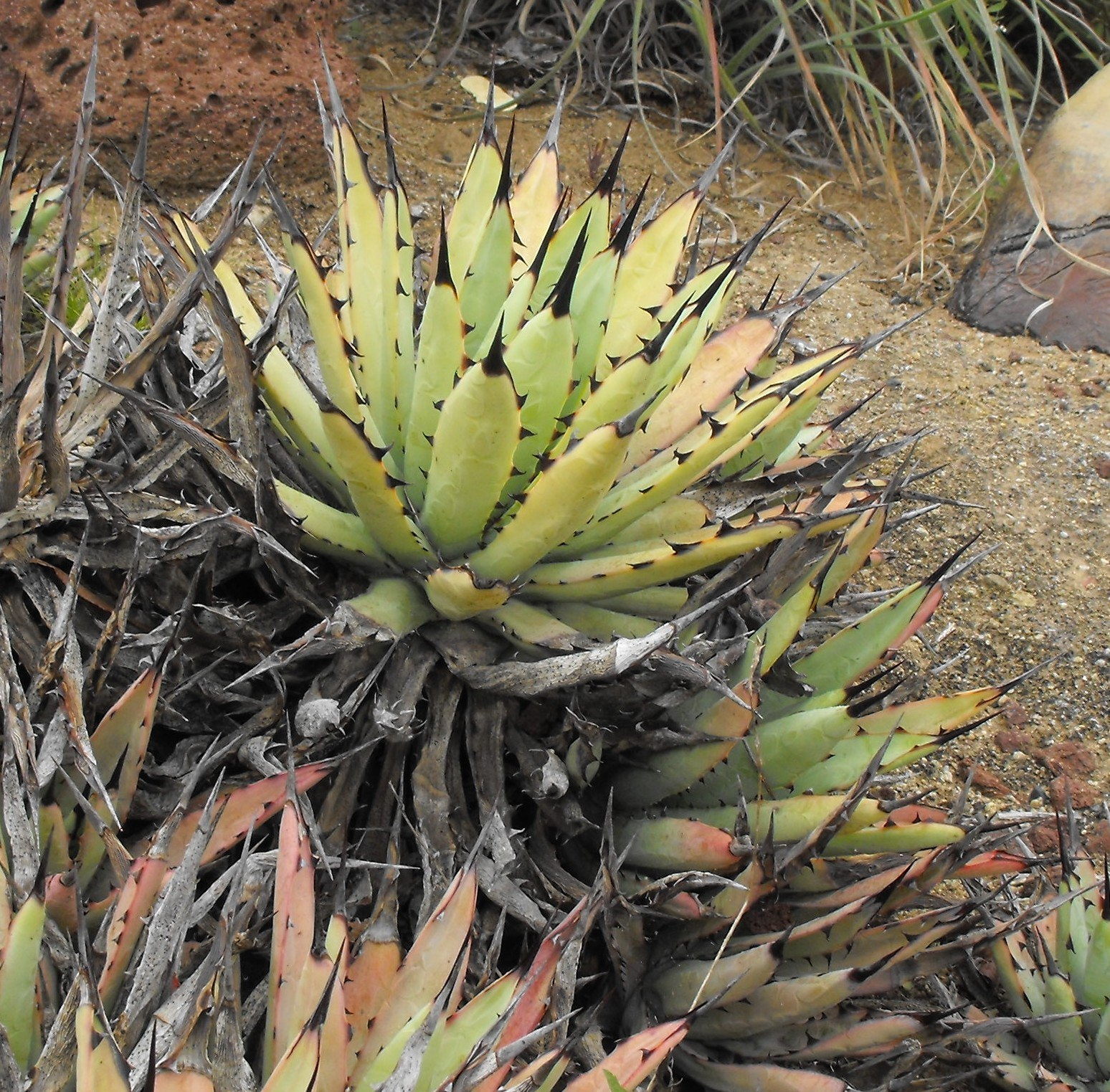

Кущевидна рослина з коротким стеблом або зовсім без нього, яка рясно гілкується, з прикореневою розеткою заввишки 25-40 см. Листя завдовжки 25 — 35 см та завширшки 2 — 3 см, по краях забезпечені гострими коричневими, безладно розташованими зубчиками, на кінці кожного листка — темний шип завдовжки 3 см. Забарвлення лінійних листків, плоских з загостреними краями, злегка відігнутих назад, може бути від блакитно-зеленого до сірувато-зеленого. У дорослих рослин з розетки листя виростає волотисте суцвіття заввишки 3 м з численними воронковидними квітками завдовжки 5 — 6 см, зеленуватими з пурпурним відтінком

## Місце зростания
Ареал охоплює південно-центральні райони Мексики (Оахака, Пуебла).

## Догляд
Так як на батьківщині вони ростуть в різноманітних умовах — від сухих схилів до дуже вологих субтропічних низин, то і в культурі рослини толерантні до різних ґрунтових сумішей та режимів поливу. Надають перевагу сонячному місцю, піщаному ґрунту і доброму дренажу. У період вегетації — рясний полив, а в зимовий час — сухе утримання.

## Розмноження
Розмножується насінням або прикореневими пагонами у весняно-літній період.